# Бриттни Скай
Бриттни Скай (англ. Brittney Skye; р. 5 ноября 1977 в Лос-Анджелесе, Калифорния) — американская порноактриса. Имеет татуировку в виде ободка на правой руке, а также рисунки и надписи на голенях ног.

## Биография
В старших классах Скай два года была чирлидером, хотя сама она говорит, что была «плохой девочкой», и после мальчиков и её любви к сноубордингу времени на школу оставалось совсем немного. Хотя она и посещала старшую школу Саутгемптона Лонг-Айленде некоторое время, но окончила учёбу уже в Калифорнии.
Перед тем, как начать сниматься в порнофильмах, Бриттни занималась дизайном детских комнат, а также работала продавщицей в магазине. После этого долгое время работала стриптизёршей в различных ночных клубах Калифорнии. В одном из таких клубов Бриттни и получила приглашение сняться в порнофильме от Эда Пауэрса.

## Порно-карьера
Впервые снялась в 2001 году, и на 2012 год появилась в 412 фильмах, что делает её одной из наиболее значимых исполнительниц, не имеющих постоянного контракта. Бриттни отказывается подписать постоянный контракт с какой-либо студией, так как, по её словам, желает работать на себя.
Бриттни также является режиссёром серии Brittney's Perversions, которая на настоящий момент насчитывает 3 релиза. В двух из них Бриттни снимается в сценах с Еленой Берковой. Последняя работа Бриттни — фильм Sexpose#3, в котором она выступает режиссёром, а также появляется в каждой из пяти сцен вместе с такими звёздами порноиндустрии, как Ариана Джолли, Лорен Феникс, Стефани Свифт и другими. В этом фильме Бриттни исполняет все виды секса, включая анальный и двойное проникновение.

## Награды и номинации
- 2004 AVN Award: номинация на лучшую начинающую звезду
- 2006 AVN Award: лучшая парная сцена секса с Томми Ганном за фильм «Звезда порно» («Porn Star»)[7]